# 斯氏盜麗魚
斯氏盜麗鯛，為輻鰭魚綱鱸形目隆頭魚亞目慈鯛科的其中一種，分布於非洲坦干伊喀湖南部流域，為特有種，體長可達11.7公分，棲息在沙底質水域，生活習性不明，可作為觀賞魚。